# Cerebral Fix
Cerebral Fix (v překladu oprava mozku) je britská crossover/thrash metalová kapela založená roku 1986 v anglickém městě Birmingham. Původní sestavu tvořili zpěvák Simon Forrest, kytaristé Gregg Fellows a Tony Warburton, bubeník Adrian Jones a baskytarista Paul Adams. Název kapely pochází ze skladby In the Flat Field britské skupiny Bauhaus.
V roce 1987 vyšly první demonahrávky Product of Disgust a We Need Therapy. Debutové studiové album se jmenuje Life Sucks... and Then You Die! a vyšlo v roce 1988.

## Diskografie
Dema
- Product of Disgust (1987)
- We Need Therapy (1987)
- Tower of Spite (1990)

Studiová alba
- Life Sucks... and Then You Die! (1988)[4]
- Tower of Spite (1990)
- Bastards (1991)
- Death Erotica (1992)
- Disaster of Reality (2016)

Box sety
- Product of Disgust (2007) – obsahuje 4 CD

Split nahrávky
- Cerebral Fix / Selfless (2014) – 7" vinyl společně s kapelou Selfless

Various Artists kompilace
- Sounds Blasts! EP3 (1989) – kompilační nahrávka časopisu Sounds Magazine s interprety Cerebral Fix, The Perfect Disaster, Mega City Four, Killdozer a Pussy Galore